# Archidiócesis de Toledo
La archidiócesis de Toledo (en latín: Archidioecesis Toletanus/Toletana) es una circunscripción eclesiástica de la Iglesia católica en España. Se trata de una archidiócesis latina, sede metropolitana de la provincia eclesiástica de Toledo. Desde el 27 de diciembre de 2019 su arzobispo y primado de Españaes Francisco Cerro Chaves.

## Territorio y organización

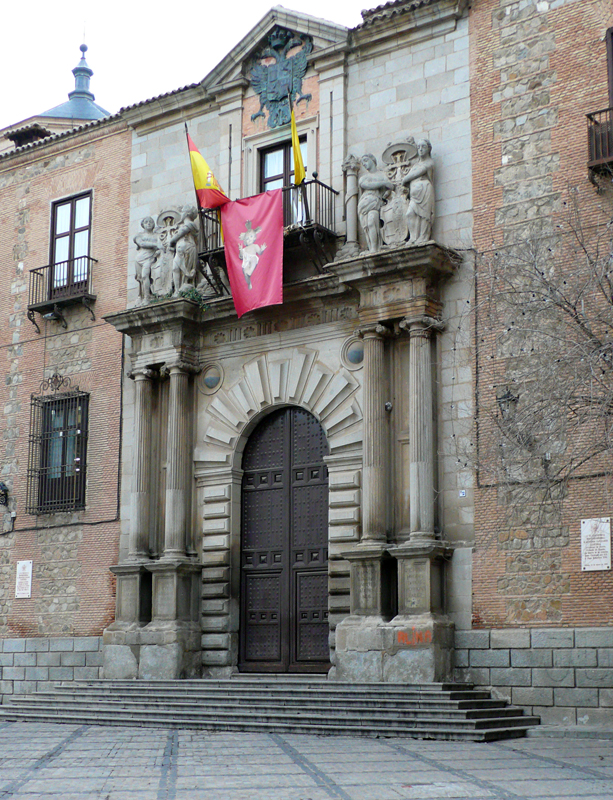
Palacio arzobispal de Toledo

La archidiócesis tiene 19 333 km² y extiende su jurisdicción sobre los fieles católicos de rito latino residentes en la ciudad de Toledo y gran parte de municipios de la provincia de Toledo (en la comunidad autónoma de Castilla-La Mancha) y algunos municipios pertenecientes a las provincias de Cáceres y Badajoz (ambas en Extremadura), totalizando 232 municipios. Geográficamente, se encuentra en el centro de la Meseta Central, en la parte septentrional de la Submeseta Sur. Limita al norte con Madrid, al noroeste con Castilla y León (con Ávila), al oeste con Extremadura (con Cáceres y Badajoz) y al sur con Ciudad Real y ligeramente con Andalucía (con Córdoba). La archidiócesis limita por el norte con las diócesis de Getafe, por el noroeste con la de Ávila, por el este con la diócesis de Cuenca, por el sur con la de Ciudad Real y con la de Córdoba y por el suroeste con la archidiócesis de Mérida-Badajoz y la diócesis de Plasencia. 
La sede de la archidiócesis se encuentra en la ciudad de Toledo, en donde se halla la Catedral primada de Santa María de la Asunción, la curia y el Palacio arzobispal de Toledo, residencia del arzobispo y Patrimonio de la Humanidad. La archidiócesis cuenta además con una gran riqueza arquitectónica en templos y santuarios en su jurisdicción, varios de ellos declarados Bienes de Interés Cultural y Patrimonio Histórico de España, así como otros tantos que son Patrimonio de la Humanidad de la UNESCO. Entre los santuarios destacan:
- Real Monasterio de Santa María de Guadalupe (Provincia de Cáceres, Extremadura), que custodia la imagen de la Virgen de Guadalupe (España), "Reina de la Hispanidad".
- Basílica de Nuestra Señora del Prado (Talavera de la Reina).

### Gobierno eclesiástico

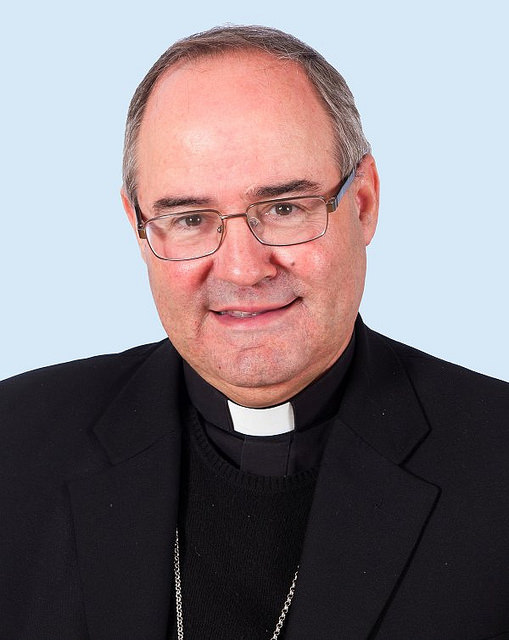
Francisco Cerro Chaves, actual arzobispo primado

Arzobispo metropolitano de Toledo y primado de España
La archidiócesis de Toledo es dirigida por el arzobispo de Toledo. Francisco Cerro Chaves fue nombrado arzobispo el 27 de diciembre de 2019 por el papa Francisco y tomó posesión el 29 de febrero de 2020.
Arzobispo emérito de Toledo
Braulio Rodríguez Plaza, quien tomó posesión de la archidiócesis el 21 de junio de 2009 y recibió el palio arzobispal de manos del papa Benedicto XVI el 29 de junio de 2009 en Roma, en la festividad de los apóstoles Pedro y Pablo, junto a los demás arzobispos del mundo que se nombraron ese año. En enero de 2019, al cumplir los 75 años, según el Código de Derecho Canónico, se dan las condiciones establecidas para que el papa Francisco acepte su renuncia al gobierno de la archidiócesis. Normalmente, el papa concede (como ocurre en este caso) una prórroga hasta que designa al sucesor. Curiosamente, la sede primada venía siendo sede cardenalicia secularmente. Es muy probable que monseñor Rodríguez Plaza no reciba ya el birrete cardenalicio. Igual que también era habitual que los arzobispos toledanos no fueran trasladados a otra diócesis, con la excepción del cardenal que ordenó presbítero al actual arzobispo: el cardenal Tarancón, pues en 1971 el papa Pablo VI le nombró administrador apostólico de Madrid (al morir el prelado de la archidiócesis de Madrid-Alcalá). Poco después, el cardenal Tarancón es trasladado de Toledo a Madrid. De manera que, según las disposiciones del Concilio Vaticano II (sinodalidad de los obispos) y la preeminencia actual de la archidiócesis madrileña, la sede primada pierde la relevancia histórica en favor de Madrid. El papa Francisco aceptó su renuncia por edad el 27 de diciembre de 2019. 
Obispos auxiliares de Toledo
La archidiócesis tiene como obispo auxiliar a Francisco César García Magán desde el 15 de noviembre de 2021. Además, en Toledo reside Ángel Rubio Castro, quien fue obispo auxiliar entre 2004 y 2007 y obispo de Segovia entre 2007 y 2014. Tras su jubilación, regresó a Toledo, donde colabora con la archidiócesis.

### División pastoral
En 2020 en la archidiócesis existían 273 parroquias agrupadas en 26 arciprestazgos, a cuyo frente se encuentra un arcipreste que se encarga de administrarlo, atender las peticiones del clero y velar del cuidado del culto. Estos a su vez están agrupados en 4 vicarías episcopales:
|                                        |                                              | |                |  |  |  |
| Vicarías                               | Arciprestazgos                               | Municipios | Parroquias     |  |  |  |
| Vicaría de Toledo                      | Arciprestazgo de Escalona                    | Aldea en Cabo, Almorox, El Casar de Escalona, Escalona, Hormigos, Maqueda, Nombela, Paredes de Escalona, Pelahustán, Quismondo, y Santa Olalla | 11             |  |  |  |
| Vicaría de Toledo                      | Arciprestazgo de Navahermosa                 | Casasbuenas, Cuerva, Gálvez, Guadamur, Hontanar, Menasalbas, Navahermosa, Noez, Polán, Pulgar, San Martín de Montalbán, San Pablo de los Montes, Totanés, y Las Ventas con Peña Aguilera | 14             |  |  |  |
| Vicaría de Toledo                      | Arciprestazgo de Toledo                      | Toledo | 21             |  |  |  |
| Vicaría de Toledo                      | Arciprestazgo de Toledo-Ronda                | Argés, Azucaica (Toledo), Bargas, Burguillos de Toledo, Cobisa, Layos, Nambroca y Olías del Rey | 8              |  |  |  |
| Vicaría de Toledo                      | Arciprestazgo de Torrijos                    | Albarreal de Tajo, Alcabón, Burujón con Alcubillete, Carmena, El Carpio de Tajo, Carriches, Escalonilla, Gerindote, La Mata, Novés con San Silvestre, La Puebla de Montalbán, Rielves con Barcience, Santo Domingo-Caudilla y Torrijos                                                                            | 17             |  |  |  |
|                                        |                                              | |                |  |  |  |
| Vicaría de Talavera de La Reina        | Arciprestazgo de Belvís de la Jara           | Alcaudete de la Jara, Aldeanueva de Barbarroya, Belvís de la Jara, Buenasbodas, Gargantilla, Las Herencias con Membrillo, Minas de Santa Quiteria, La Nava de Ricomalillo, Navaltoril, Piedraescrita, Robledillo, Robledo del Mazo con Las Hunfrías y Sevilleja de la Jara con Puerto Rey                         | 16             |  |  |  |
| Vicaría de Talavera de La Reina        | Arciprestazgo de Guadalupe (Cáceres)         | Alía y La Calera, Bohonal de Ibor, Carrascalejo, Castañar de Ibor, Garvín, Guadalupe, Navalvillar de Ibor, Navatrasierra, Peraleda de San Román, Valdelacasa del Tajo y Villar del Pedroso. | 12             |  |  |  |
| Vicaría de Talavera de La Reina        | Arciprestazgo de Herrera del Duque (Badajoz) | Bohonal de los Montes, Castilblanco con Cíjara, Fuenlabrada de los Montes, Helechosa de los Montes, Herrera del Duque, Peloche, Valdecaballeros y Villarta de los Montes. | 9              |  |  |  |
| Vicaría de Talavera de La Reina        | Arciprestazgo de Los Navalmorales            | Espinoso del Rey, Los Navalmorales, Los Navalucillos con Alares, Retamoso de la Jara, San Bartolomé de las Abiertas, San Martín de Pusa, Santa Ana de Pusa, Torrecilla de la Jara con La Fresneda de la Jara, Valdeazores con Robledo del Buey y Villarejo de Montalbán                                           | 13             |  |  |  |
| Vicaría de Talavera de La Reina        | Arciprestazgo de Oropesa                     | Alcañizo, La Calzada de Oropesa, Las Ventas de San Julián, Gamonal, El Casar de Talavera (Talavera de la Reina), Herreruela de Oropesa y Caleruela, Lagartera, Navalcán, Oropesa con Corchuela, Parrillas, Torralba de Oropesa y Velada                                                                           | 14             |  |  |  |
| Vicaría de Talavera de La Reina        | Arciprestazgo de Puebla de Alcocer (Badajoz) | Baterno, Capilla, Casas de Don Pedro, Garbayuela, Garlitos, Peñalsordo, Puebla de Alcocer, Risco, Siruela, Talarrubias, Tamurejo y Zarza Capilla. | 12             |  |  |  |
| Vicaría de Talavera de La Reina        | Arciprestazgo de La Pueblanueva              | Cazalegas, Cebolla con Mañosa, Los Cerralbos, Illán de Vacas, Otero, Domingo Pérez, Mesegar, Erustes, Lucillos, Montearagón, Malpica de Tajo con Bernuy y La Pueblanueva con Las Vegas | 15             |  |  |  |
| Vicaría de Talavera de La Reina        | Arciprestazgo de Puente del Arzobispo        | Talavera la Nueva (Talavera de la Reina), Alcolea de Tajo, Calera y Chozas con Alberche del Caudillo, El Campillo de la Jara, Puerto de San Vicente, La Estrella con Fuentes de la Estrella, Azután, Navalmoralejo, Mohedas de la Jara, Aldeanueva de San Bartolomé, Puente del Arzobispo, Valdeverdeja y Torrico | 15             |  |  |  |
| Vicaría de Talavera de La Reina        | Arciprestazgo de El Real de San Vicente      | Almendral de la Cañada, La Iglesuela, Sotillo de las Palomas, Castillo de Bayuela, Cardiel de los Montes, Cervera de los Montes, Marrupe, Hinojosa de San Vicente, San Román de los Montes, Mejorada, Montesclaros, Navamorcuende, Sartajada, Pepino, El Real de San Vicente, Garciotún, Nuño Gómez y Segurilla   | 18             |  |  |  |
| Vicaría de Talavera de La Reina        | Arciprestazgo de Talavera de la Reina        | Talavera de la Reina | 1              |  |  |  |
|                                        |                                              | |                |  |  |  |
| Vicaría de La Mancha                   | Arciprestazgo de Madridejos-Consuegra        | Camuñas, Consuegra, Madridejos, Turleque, Urda y Villafranca de los Caballeros | 6              |  |  |  |
| Vicaría de La Mancha                   | Arciprestazgo de Mora                        | Almonacid de Toledo, Manzaneque, Mora, Villaminaya, Mascaraque, Villanueva de Bogas, Villamuelas | 7              |  |  |  |
| Vicaría de La Mancha                   | Arciprestazgo de Ocaña                       | Ciruelos, Dosbarrios, Huerta de Valdecarábanos, La Guardia, Noblejas, Ocaña, Ontígola, Santa Cruz de la Zarza, VilIarrubia de Santiago, Villasequilla, Villatobas y Yepes | 12             |  |  |  |
| Vicaría de La Mancha                   | Arciprestazgo de Orgaz                       | Ajofrín, Chueca, Mazarambroz, Orgaz con Arisgotas, Sonseca con Casalgordo, Los Yébenes y Marjaliza | 9              |  |  |  |
| Vicaría de La Mancha                   | Arciprestazgo de Quintanar de la Orden       | Cabezamesada, Corral de Almaguer, Miguel Esteban, Puebla de Almoradiel, Quintanar de la Orden, El Toboso y Villanueva de Alcardete | 7              |  |  |  |
| Vicaría de La Mancha                   | Arciprestazgo de Villacañas                  | Lillo, Quero, El Romeral, Tembleque, La Villa de Don Fadrique y Villacañas | 6              |  |  |  |
|                                        |                                              | |                |  |  |  |
| Vicaría de La Sagra                    | Arciprestazgo de Méntrida                    | Casarrubios del Monte con Calypo-Fado, Méntrida, Santa Cruz del Retamar con Calalberche, La Torre de Esteban Hambrán, Valmojado y Las Ventas de Retamosa | 8              |  |  |  |
| Vicaría de La Sagra                    | Arciprestazgo de Fuensalida                  | Arcicollar, Camarenilla, Camarena, Chozas de Canales, Fuensalida, Huecas, Portillo de Toledo y Villamiel de Toledo | 8              |  |  |  |
| Vicaría de La Sagra                    | Arciprestazgo de Cedillo                     | Cabañas de la Sagra, Carranque, Cedillo del Condado, El Viso de San Juan, Lominchar, Palomeque, Recas y Yunclillos | 8              |  |  |  |
| Vicaría de La Sagra                    | Arciprestazgo de Illescas                    | Borox, Esquivias, Illescas, Numancia de la Sagra, Seseña con Seseña Nuevo, Ugena, Yeles y Yuncos | 9              |  |  |  |
| Vicaría de La Sagra                    | Arciprestazgo de Añover de Tajo              | Alameda de la Sagra, Añover de Tajo, Cobeja, Magán, Mocejón, Pantoja, Yuncler, Villaluenga de la Sagra y Villaseca de la Sagra | 9              |  |  |  |
| Total                                  | 26 arciprestazgos                            | 232 municipios | 270 parroquias |  |  |  |
| Fuente: Conferencia Episcopal Española |                                              | |                |  |  |  |

### Provincia eclesiástica
La provincia eclesiástica de Toledo está formada por la archidiócesis de Toledo —que es la sede metropolitana— y las diócesis sufragáneas de: Albacete, Ciudad Real, Cuenca y Sigüenza-Guadalajara. Además, el arzobispo de Toledo es el metropolitano de la provincia y tiene autoridad limitada sobre las diócesis sufragáneas. La sede episcopal de Toledo fue establecida, según la tradición, en el siglo I. En el siglo VII fue elevada a archidiócesis primada de España (título que antes ostentaba Cartagena), siendo desde entonces primados de España todos los arzobispos de Toledo.
| Provincia eclesiástica de Toledo | Provincia eclesiástica de Toledo | Provincia eclesiástica de Toledo |
| Catedral                         | Advocación                       | Diócesis                         |
| -------------------------------- | -------------------------------- | -------------------------------- |
| Catedral de Toledo               | Virgen María                     | Toledo                           |
| Catedral de Ciudad Real          | Virgen María                     | Ciudad Real                      |
| Catedral de Albacete             | Juan el Bautista                 | Albacete                         |
| Catedral de Cuenca               | Virgen María y San Julián        | Cuenca                           |
| Catedral de Sigüenza             | Virgen María                     | Sigüenza-Guadalajara             |
| Concatedral de Guadalajara       | Virgen María                     | Sigüenza-Guadalajara             |

La provincia tiene alrededor de 1423 parroquias, abarca unos 83 402 km² en donde habitan aproximadamente 2 144 031 de personas de las cuales el 92.18% son católicos.
| Datos comparativos entre las diócesis de la provincia  | Datos comparativos entre las diócesis de la provincia | Datos comparativos entre las diócesis de la provincia | Datos comparativos entre las diócesis de la provincia | Datos comparativos entre las diócesis de la provincia | Datos comparativos entre las diócesis de la provincia |
| ------------------------------------------------------ | ----------------------------------------------------- | ----------------------------------------------------- | ----------------------------------------------------- | ----------------------------------------------------- | ----------------------------------------------------- |
| Diócesis                                               | Erigida                                               | Área(km²)                                             | % C.                                                  | Población total                                       | P.                                                    |
| Toledo                                                 | Siglo I                                               | 19 333                                                | 86.3                                                  | 735 154                                               | 270                                                   |
| Ciudad Real                                            | 1875                                                  | 19 813                                                | 98.3                                                  | 530 800                                               | 164                                                   |
| Albacete                                               | 1949                                                  | 14 926                                                | 96.9                                                  | 402 318                                               | 193                                                   |
| Cuenca                                                 | 1183                                                  | 17 140                                                | 89                                                    | 218 036                                               | 326                                                   |
| Sigüenza-Guadalajara                                   | Siglo VI                                              | 12 190                                                | 90.4                                                  | 257 723                                               | 470                                                   |
| Total                                                  | Total                                                 | 83 402                                                | 92.18                                                 | 2 144 031                                             | 1423                                                  |
| P.=Número de parroquias; % C.=Porcentaje de católicos; |                                                       |                                                       |                                                       |                                                       |                                                       |

## Historia

### Orígenes
La presencia del cristianismo en la ciudad de Toledo se remonta al siglo I, por lo que posiblemente la diócesis exista desde entonces, si bien la religión cristiana no se extendió hasta comienzos del siglo IV, en la época de la persecución del emperador Diocleciano en la que suceden hechos como el martirio de Leocadia. En el Concilio de Elvira del año 300, figura la firma del obispo Melancio, siendo el primer obispo de Toledo conocido y tomándose desde el punto de partida en la numeración de la sucesión apostólica en Toledo.
La diócesis está históricamente documentada por primera vez como sede metropolitana de la provincia cartaginense durante el episcopado de Montano, en la primera mitad del siglo VI, cuando ya se había ocupado parte de la comarca durante algún tiempo por los visigodos; esto es evidente en algunas cartas epistolares de Montano y en el Concilio de Toledo del 17 de mayo de 531. Según Ildefonso, obispo toledano del siglo VII, la sede ya era metropolitana en tiempos de los obispos Audencio y Asturio, entre los siglos IV y V; sin embargo, esta indicación es anacrónica, justificada por el intento de Ildefonso de retrotraer la antigüedad de la metrópolis toledana frente a la de Cartagena.
Con la llegada de los visigodos y especialmente tras la elección de Toledo como capital del Reino visigodo, la diócesis extendió su dominio dentro de la provincia cartaginense de cuya capital, Carthago Spartaria, dependía eclesiásticamente. Al haber quedado Cartagena, sede metropolitana de la archidiócesis y capital provincial, en territorio ocupado por los bizantinos, el rey visigodo Gundemaro promovió la celebración de un sínodo que se desarrolló en Toledo y que acordó que Toledo era la metrópolis de toda la provincia, arrebatándole este título a la sede de Cartagena, declaración que respaldó el rey por decreto de 23 de octubre de 610. La provincia eclesiástica abarcaba un total de 20 diócesis. El arzobispo de Toledo podía intervenir en el nombramiento de obispos en la península ibérica.
Durante este período se suceden los concilios toledanos, del que destaca el tercero, en el cual Recaredo y su corte se convirtieron al catolicismo. Durante esa etapa destacaron arzobispos como san Eugenio, san Ildefonso y san Julián.
De hecho, el primado de Toledo, asumida como capital del reino visigodo, se lo disputaba la sede de Cartagena, que ostentaba derechos metropolitanos sobre la parte de los cartaginenses no sometida a los visigodos. Este dualismo duró algún tiempo y podría explicar el nacimiento, quizás en tiempos del rey Leovigildo (568-586), de la provincia Carpetana, con capital Toledo, frente a la provincia Cartaginense, sometida a finales de siglo a los bizantinos, con Cartagena como capital; en el Concilio de Toledo de 589 Eufimio firmó las actas como ecclesiae catholicae Toletanae metropolitanus episcopus provinciae Carpetaniae. El fin del dominio bizantino en España y la conquista de Cartagena por los visigodos en el 625 pusieron fin a las desavenencias. El rey Gundemar ya había decretado previamente, en la Constitutio Cartaginensium sacerdotum de 610, la erección de Toledo como única sede metropolitana de todos los cartaginenses.

### Invasión musulmana
Durante la invasión musulmana, los hispanorromanos sometidos por los musulmanes y que no huyeron a los reinos cristianos del norte, los mozárabes, mantuvieron la religión cristiana y, además, entraron en contacto con la nueva cultura de los conquistadores. De hecho los cristianos seleccionaban y rechazaban lo que les interesaba. A lo largo del período musulmán de Toledo, cabe mencionar que progresivamente se fue produciendo un proceso de islamización y de aculturación de la población autóctona. El clero cristiano llegó a ser trilingüe, pues aparte de aprender árabe, mantuvo su lengua romance y el latín en la liturgia. Durante la dominación árabe, la ciudad de Toledo se convirtió en un bastión de la cristiandad y allí se mantuvo la archidiócesis con su sucesión episcopal. En el siglo VIII se produjo una persecución de los cristianos que permanecían en los territorios ocupados por los musulmanes, lo que provocó una migración hacia los reinos cristianos del norte peninsular.
El rito propio de la antigua Iglesia hispana pervivió en Toledo, como rito de los mozárabes que quedaron en la ciudad, que establecieron la sede arzobispal en la iglesia de Santa María de Alfizén. Actualmente, sigue en vigor como rito católico. El rito mozárabe toledano o liturgia hispánica y el ambrosiano de Milán son los dos únicos antiguos ritos-liturgias del Occidente cristiano que siguen activos junto con el rito romano.
El abandono de la sede por parte del obispo Sinderedo provocó muchos problemas en la Iglesia de Toledo. Un prelado llamado Oppas ocupó el arzobispado, pero al recaer aún el título de arzobispo en Sinderedo se le consideró impostor y no se le incluye en la sucesión apostólica toledana. Hubo dos bandos a favor y en contra de su persona, pero, durante la batalla de Covadonga (722), Oppas, acompañando a los musulmanes, fue capturado por Pelayo y se puso fin a la situación irregular de la diócesis. Después de Oppas, son conocidos cuatro obispos a partir del 731 hasta el fin del siglo VIII. En el listado de arzobispos, el Códice Emilianense termina el catálogo de titulares con Juan I. En todo caso, a pesar de no tener muchas noticias al respecto, continuó habiendo prelados hasta la reconquista de Toledo por Alfonso VI.

### Reconquista

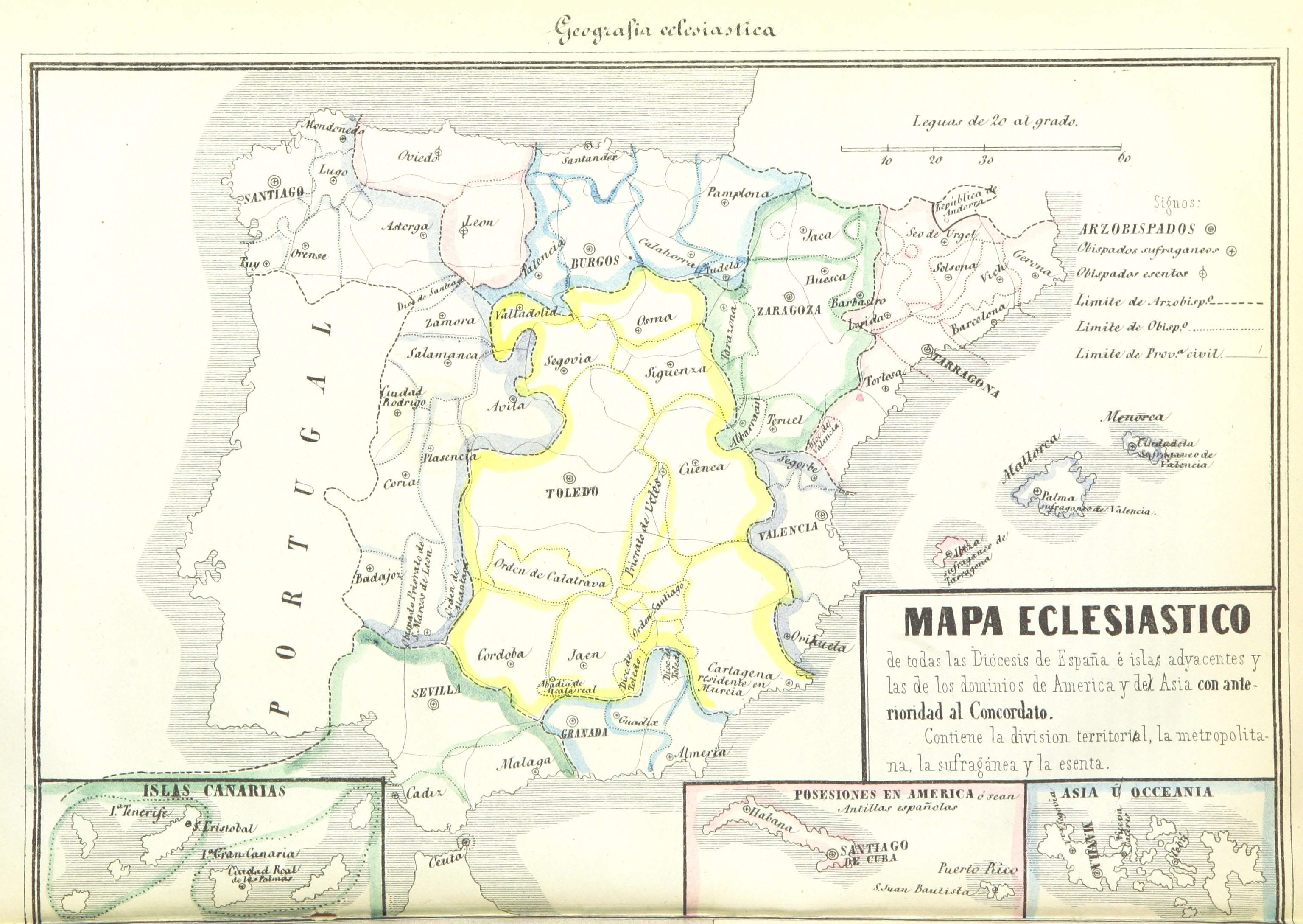
Provincia eclesiástica de Toledo hacia el

El rey Alfonso VI y los cristianos reconquistaron la ciudad de Toledo en 1085, devolviendo su antiguo poder a la archidiócesis. El papa Urbano II, mediante la bula Cunctis Sanctorum, de 1088/1089, reconoció a los titulares de la diócesis toledana la condición de primados y metropolitanos, recuperando el papel protagonista que la sede episcopal había tenido en la época visigoda. El primer arzobispo de esta etapa fue Bernardo de Cluny, perteneciente a la Orden de Cluny, que en aquella época se extendió por España. La sede episcopal participó activamente en la Reconquista, asumiendo el territorio que se conquistaba (Reino de Toledo o Castilla la Nueva), y alentando en su territorio la expansión de las órdenes militares de Santiago, Calatrava y Alcántara. Así pues, la archidiócesis abarcaba la jurisdicción de mayor extensión en la península, ocupando las actuales provincias de Toledo, Ciudad Real, Madrid y una parte sustancial de las de Albacete, Guadalajara, Badajoz y Cáceres.
Durante este período se emprendió la construcción de la actual Catedral de Santa María de Toledo, cuyas obras se extenderán por dos siglos. Esta fue construida sobre la antigua mezquita de los tiempos de la ocupación musulmana. El cabildo catedralicio fue fundado en el siglo XII.
En el siglo XV, la diócesis toledana creció en jurisdicción, quedando bajo su provincia eclesiástica las diócesis de Palencia, Osma, Segovia, Sigüenza, Cuenca, Córdoba y Jaén. El arzobispo de Toledo se convirtió en el Consejero Mayor del Rey y el Cabildo catedralicio de la sede toledana en el consejo asesor. Las rentas de la primatura alcanzaban en esta época los ciento cincuenta y cuatro mil ducados. En aquella época, la catedral estaba servida por 70 canónigos y más de cien capellanes.
El 6 de marzo de 1101 el papa Pascual II confirmó a Toledo como sede del primado con la bula Actorum synodalium.

### Edad Moderna
Terminada la conquista, durante el reinado de los Reyes Católicos, llegó al puesto de arzobispo de Toledo el cardenal Francisco Jiménez de Cisneros, que inaugurará la Universidad de Alcalá, cuyo territorio pertenecía entonces al arzobispado de Toledo (de hecho, era archidiócesis primada de toda España y la provincia eclesiástica en sí se extendía hasta África), y participará activamente en la política del reino. Durante el reinado de Felipe II la corte se trasladó a Madrid, si bien eclesiásticamente la ciudad siguió dependiendo de Toledo. Durante el resto de la Edad Moderna la ciudad sufriría un lento declive. Aunque la diócesis se mantuvo durante más tiempo, poco a poco fue perdiendo peso ante otras más pujantes. Hasta 1885 su territorio comprendía también toda la ciudad y la provincia de Madrid, aunque ésta ya era la nueva capital del reino de España desde hacía más de dos siglos. Esto se debió a la fuerte oposición a la constitución de Madrid como obispado ejercida por los arzobispos, temerosos de perder influencia sobre el rey y la corte.

### Edad Contemporánea

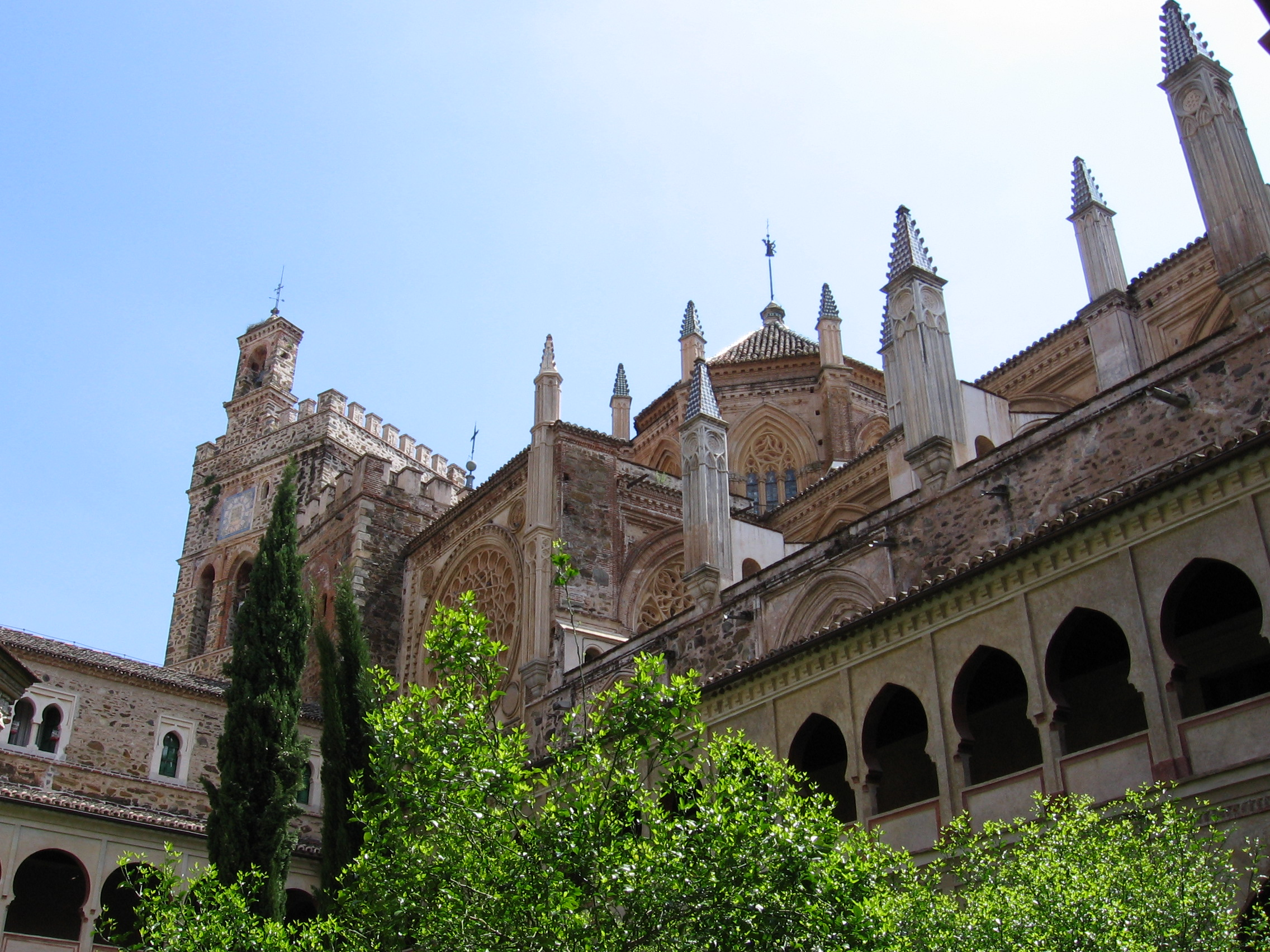
Monasterio de Guadalupe

Durante el resto de la era moderna, la ciudad entró en un lento declive. Aunque la arquidiócesis conservó su rango primacial, gradualmente perdió territorios e importancia en beneficio de las diócesis vecinas. En los dos últimos siglos la archidiócesis sufrió varios episodios complicados. Durante la invasión de Napoleón la arquidiócesis se vio saqueada, huyendo el arzobispo a la ciudad de Sevilla. Con las desamortizaciones de Mendizábal y Madoz se originó un conflicto entre el Gobierno de España y la Santa Sede, quedando vacante durante algún tiempo el puesto de arzobispo.
Durante el siglo XVII hasta el siglo XIX y parte del XX, la archidiócesis empezó a perder las diócesis que estaban bajo su jurisdicción. A partir de su territorio se crearon las diócesis de Madrid-Alcalá (7 de marzo de 1885 con la bula Romani pontifices praedecessores del papa León XIII) (más tarde archidiócesis, desligándose de Toledo) y la prelatura de Ciudad Real (con la bula Ad Apostolicam del 18 de noviembre de 1875 del papa Pío IX) (elevada a diócesis en 1980). Sólo las diócesis de Cuenca y Sigüenza-Guadalajara han permanecido en la provincia eclesiástica. En 1949 se creó la diócesis de Albacete, desmembrándose de la diócesis de Cartagena y pasando a formar parte de la provincia eclesiástica de Toledo.
A principios del siglo XX, la archidiócesis siguió manteniendo su puesto de preferencia sobre las demás diócesis de España. En 1931, el cardenal Pedro Segura fue expulsado de España por su oposición a la recién creada república española, quedando la sede toledana vacante durante dos años hasta el nombramiento de Isidro Gomá y Tomás como nuevo arzobispo. El periodo de la guerra civil española supuso la destrucción de buena parte del patrimonio artístico del arzobispado y la muerte de 281 sacerdotes. Tras ella, se procedió a la reconstrucción del material destruido y se configuró el aspecto de la actual archidiócesis de Toledo.
El 23 de abril de 1954, el 20 de mayo y el 22 de noviembre de 1955, con tres decretos separados de la Congregación Consistorial (Maiori animarum, Initis inter y otro Initis inter), se revisaron los límites de la archidiócesis para hacerlos coincidir con los de la provincia civil, en aplicación de acuerdo entre la Santa Sede y el gobierno español en 1953. La archidiócesis de Toledo cedió los archipresbiterios de Cazorla a la diócesis de Jaén, el de Huéscar a la diócesis de Guadix, y los de Guadalajara, Brihuega, Pastrana y Tomajón a la diócesis de Sigüenza, más la parroquia de Navahondilla cedida a la diócesis de Ávila. Al mismo tiempo, amplió su territorio con 31 parroquias que pertenecían a la misma diócesis de Ávila y con otras 9 cedidas por la diócesis de Cuenca.

## Estadísticas
Según el Anuario Pontificio 2021 la archidiócesis tenía a fines de 2020 un total de 613 380 fieles bautizados.
| Año                                                                             | Población            | Población | Población      | Sacerdotes | Sacerdotes    | Sacerdotes    | Bautizados por sacerdote | Diáconos permanentes | Religiosos | Religiosos | Parroquias |
| Año                                                                             | Bautizados católicos | Total     | % de católicos | Total      | Clero secular | Clero regular | Bautizados por sacerdote | Diáconos permanentes | Varones    | Mujeres    | Parroquias |
| ------------------------------------------------------------------------------- | -------------------- | --------- | -------------- | ---------- | ------------- | ------------- | ------------------------ | -------------------- | ---------- | ---------- | ---------- |
| 1950                                                                            | 755 857              | 755 867   | 100.0          | 374        | 307           | 67            | 2021                     |                      | 278        | 1451       | 364        |
| 1970                                                                            | 554 272              | 554 950   | 99.9           | 481        | 378           | 103           | 1152                     |                      | 138        | 1097       | 245        |
| 1980                                                                            | 507 790              | 508 620   | 99.8           | 440        | 380           | 60            | 1154                     |                      | 121        | 1210       | 257        |
| 1990                                                                            | 488 145              | 490 320   | 99.6           | 406        | 340           | 66            | 1202                     |                      | 169        | 1057       | 259        |
| 1999                                                                            | 547 760              | 550 095   | 99.6           | 443        | 390           | 53            | 1236                     |                      | 153        | 981        | 265        |
| 2000                                                                            | 556 972              | 557 953   | 99.8           | 459        | 399           | 60            | 1213                     |                      | 147        | 1050       | 266        |
| 2001                                                                            | 557 235              | 558 721   | 99.7           | 462        | 401           | 61            | 1206                     |                      | 160        | 1054       | 268        |
| 2002                                                                            | 551 400              | 566 774   | 97.3           | 486        | 425           | 61            | 1134                     |                      | 154        | 1062       | 268        |
| 2003                                                                            | 547 821              | 560 576   | 97.7           | 468        | 411           | 57            | 1170                     |                      | 147        | 1158       | 268        |
| 2004                                                                            | 566 538              | 574 409   | 98.6           | 476        | 422           | 54            | 1190                     |                      | 173        | 1048       | 268        |
| 2010                                                                            | 636 477              | 719 482   | 88.5           | 480        | 443           | 37            | 1325                     |                      | 97         | 893        | 270        |
| 2014                                                                            | 634 669              | 735 154   | 86.3           | 469        | 436           | 33            | 1353                     |                      | 104        | 1034       | 270        |
| 2017                                                                            | 636 173              | 726 391   | 87.6           | 484        | 465           | 19            | 1314                     |                      | 89         | 1080       | 273        |
| 2020                                                                            | 613 380              | 721 105   | 85.1           | 447        | 424           | 23            | 1372                     | 1                    | 91         | 1030       | 273        |
| Fuente: Catholic-Hierarchy, que a su vez toma los datos del Anuario Pontificio. |                      |           |                |            |               |               |                          |                      |            |            |            |

Además, según estadísticas oficiales, durante el curso 2018-2019, 67 eran los seminaristas que estudiaban en el Seminario Conciliar de San Ildefonso y se ordenaron ocho nuevos sacerdotes y diez diáconos.

## Episcopologio
Desde el primer obispo documentado (Melancio) hasta la actualidad, 120 han sido los prelados que han ocupado la sede episcopal primada de Toledo. 
Desde el siglo XX, 13 han sido los arzobispos primados que han ocupado esta sede.
| Título                      | Nombre                              | Periodo   | Destino                                |  | Título            | Nombre                     | Periodo         | Destino           |
| Patriarca-Arzobispo primado | Beato Ciriaco María Sancha y Hervas | 1898-1909 | Falleció                               |  | Arzobispo primado | Enrique Plá y Deniel       | 1941-1968       | Falleció          |
| Patriarca-Arzobispo primado | Gregorio Aguirre García, OFM        | 1909-1913 | Falleció                               |  | Arzobispo primado | Vicente Enrique y Tarancón | 1968-1971       | Madrid            |
| Patriarca-Arzobispo primado | Victoriano Guisasola y Menéndez     | 1913-1920 | Falleció                               |  | Arzobispo primado | Marcelo González Martín    | 1971-1995       | Renuncia          |
| Arzobispo primado           | Enrique Almaraz y Santos            | 1920-1921 | Falleció                               |  | Arzobispo primado | Francisco Álvarez Martínez | 1995-2002       | Renuncia          |
| Arzobispo primado           | Enrique Reig Casanova               | 1922-1927 | Falleció                               |  | Arzobispo primado | Antonio Cañizares Llovera  | 2002-2008       | [ nota 2 ]        |
| Arzobispo primado           | Pedro Segura y Sáenz                | 1927-1931 | Dimitió (Traslado posterior a Sevilla) |  | Arzobispo primado | Braulio Rodríguez Plaza    | 2009-2019       | Renuncia por edad |
| Arzobispo primado           | Isidro Gomá y Tomás                 | 1933-1940 | Falleció                               |  | Arzopispo primado | Francisco Cerro Chaves     | 2020-actualidad | -                 |